# Émile Parmentier
Pour les articles homonymes, voir Parmentier.
Émile Jules Louis Parmentier, né le 25 octobre 1860 à Anzin dans le Nord et mort en 1940 à Vierville-sur-Mer (Calvados), est un médecin français.

## Aperçu biographique
Fils d'un mécanicien du Nord, il commence ses études médicales à Valenciennes avant d'être brillamment reçu interne des hôpitaux de Paris en 1886 et Docteur en médecine en 1890. Il est l'élève de Victor Hanot puis de Victor André Cornil avant de rejoindre la Salpêtrière et Jean-Martin Charcot.
Il est l'un des dix-sept membres fondateurs de la Société de neurologie en 1899.
Il est moniteur d'anatomie pathologique à la Faculté de médecine entre 1887 et 1893. Il est chef de laboratoire (1893-1894) puis chef de clinique médicale à l'Hôpital Saint-Antoine (1894-1896). Il est médecin chef à l'Hôtel-Dieu de Paris à partir de 1919.
Il est inhumé au cimetière de Saint-Cloud.

## Œuvres et publications
- Études cliniques et anatomo-pathologiques sur le foie cardiaque, [Thèse de médecine].
- De la Forme narcoleptique de l'attaque de sommeil hystérique (pseudonarcolepsie hystérique), Asselin et Houzeau (Paris) , 1891, in-8° , 46 p.
- Titres et travaux scientifiques,  G. Steinheil(Paris), 1898, Texte intégral.

En collaboration
- avec Victor Hanot: Note sur le foie cardiaque chez l'enfant : asystolie hépatique, cirrhose cardiaque, [monographie imprimée, extrait des Archives générales de médecine], Asselin et Houzeau (Paris), 1890, in-8° , 8 p., lire en ligne sur Gallica.
- avec Georges Hayem: Contribution à l'étude des manifestations spinales de la blennorragie, [Extrait de la "Revue de médecine", T. VIII, juin 1888], F. Alcan (Paris) , (s. d.), in-8° , paginé 433-450.

Édition
- Leçons sur les maladies du sang [Clinique de l'Hôpital Saint-Antoine, Paris], par Georges Hayem, recueillies par Émile Parmentier et Raoul Bensaude,  Masson (Paris), 1900, 1 vol. (XI-700 p., [4] p. de pl.) : ill. ; 24 cm.